# غروفر فرويز
غروفر فرويز (بالإنجليزية: Grover Froese)‏ هو لاعب كرة قاعدة أمريكي، ولد في 14 فبراير 1916 في جزيرة ستاتن في الولايات المتحدة، وتوفي في 20 يوليو 1982 في باي شور في الولايات المتحدة.